# Давендинское городское поселение
Городско́е поселе́ние «Давендинское» — упразднённое муниципальное образование в Могочинском районе Забайкальского края Российской Федерации.
Административный центр — пгт Давенда.

## История
Статус и границы городского поселения установлены Законом Читинской области от 19 мая 2004 года «Об установлении границ, наименований вновь образованных муниципальных образований и наделении их статусом сельского, городского поселения в Читинской области».
В июне 2023 года все муниципальные образования района объединены в один Могочинский муниципальный округ.

## Население
| 2009 | 2010  | 2011  | 2012  | 2013  | 2014 | 2015 |
| ---- | ----- | ----- | ----- | ----- | ---- | ---- |
| 792  | ↗1034 | ↘1031 | ↘1022 | ↘1009 | ↘978 | ↘940 |
| 2016 | 2017  | 2018  | 2019  | 2020  | 2021 |      |
| ↘937 | ↘924  | ↘914  | ↘892  | ↘889  | ↘768 |      |

## Состав городского поселения
| № | Населённый пункт | Тип населённого пункта      | Население |
| - | ---------------- | --------------------------- | --------- |
| 1 | Давенда          | пгт, административный центр | ↘583      |
| 2 | Кудеча           | село                        | ↘185      |

### Упразднённые населённые пункты
- Нижняя Давенда — упразднённое в 2000 году село[15].